# Knuckles
Knuckles (ナックルズ・ザ・エキドゥナ – Nakkuruzu za Ekiduna) az utolsó hangyászsün a Sonic the Hedgehog című videójáték-, rajzfilm- és képregénysorozatban.

## Története
Knuckles Floating Island-en él, ahol ő őrzi a szigetet levegőben tartó Mester Smaragdot (Master emerald).
A Sonic the Hedgehog 3-ban, Knuckles azt hitte, hogy Sonic és Tails megpróbálják ellopni a Mester Smaragdot és a hírhedt gonosz tudós Dr. Robotnik (vagyis Dr. Eggman) megpróbálja megvédeni azt. Robotnik hazudott Knucklesnak, mert használni akarta az Emeráldot az űrállomása üzemanyagaként. De a többiek rádöbbentették a dologra. Azóta Knuckles csatlakozott Sonichoz és Tailshez a küldetésükben, hogy leállítsák a gazembert. A Knuckles Chaotix című játék bemutatta Team Chaotixet, egy mulatságos beilleszkedni képtelen emberekből álló csoportot.
Sonic Adventure-ben a Master Emeráld széttörik mikor Eggman kiszabadítja Chaos és Tikal szellemét és a Floating Island leereszkedik. Knuckles célja, hogy megtalálja a szilánkjait, és ismét összeszerelje a Mester Smaragdot.
Sonic Adventure 2-ben, Knucklesnek baja van azzal, hogy őrizze a Mester Smaragdot mikor a rejtélyes tolvaj, Rouge a denevér megpróbálja ellopni azt. A veszekedésük közepén, Dr. Eggman elkapja az emeráldot, amíg harcolnak, ezért hogy megakadályozza Knuckles széttöri azt. És a hangyászsün ismét elindul, hogy megkeresse a darabkákat.
Sonic Heroesban Knuckles Sonickal és Tailszel fog össze miközben Team Sonic hatalomtagjává válik. A Sonic Ridersben szintén egy hasonló szerepet kap, mikor Storm ellen versenyzik. Shadow the Hedgehogban pedig Shadowt segíti. Szintén lehet vele játszani a Sonic Rivalsban, ahol ismételten a Master Emeráldot keresi, eközben verseng Soniccal, Shadowval, Silverrel és Metal Soniccal. Valószínű ismételten lehet majd vele játszani a Sonic and the Secret Ringsben.
Knuckles becsületes, független, konok, kötelességtudó és gyakran hiszékeny. Mindig észrevehető a versengés közte és Sonic között. Féltékenynek tűnik a sün független természete és szabadsága miatt. Ő eléggé csintalan volt, amikor először megjelent Sonic 3-ban miközben trükköket űzött Soniccal és Tailsszel és ellopta az emeraldokat. Knuckles szégyenlős a Sonic Jamben, ami nem összeegyeztethető a régi játékokkal. Amíg Knuckles alapvető személyisége ugyanaz , néhány részlet változik. A Sonic the Hedgehog: Movie-ben (O.V.A.) Knuckles odaadó kincsvadász, olykor majdnem gondtalan, és eléggé lökött. Tudvalevő, hogy Sonic legjobb barátja, de ő még mindig komolyabb, mint Sonic. Sonic X Knucklesa nagyon könnyen dühössé válik, de kevésbé makacs hajlik arra, hogy engedjen helyzeteknek, amikor mások összefognak ellene. Ő a leghiszékenyebb Knuckles karakter.
A Sonic the Hedgehog: The Movieban (O.V.A.) Knuckles csekélyen szerelmes Sarába. Tails megkéri Knucklest, hogy akadályozza meg, hogy a magma egy folyója megsemmisítse az antarktiszi sapkákat, Knuckles kezdetben habozik. Ám amikor Sara megkéri ugyanerre egy csók kíséretében Knuckles azonnal engedelmeskedik. A Sonic Undergroundban Knuckles érdeklődést mutat Sonic nővére Sonia iránt. A sorozat érvénytelenítése miatt nem lehet tudni hogyan alakul a kapcsolatuk. A Sonic Adventure 2-ben és a Sonic X-ben Rouge fülig szerelmes Knucklesbe.